# Stupinigi

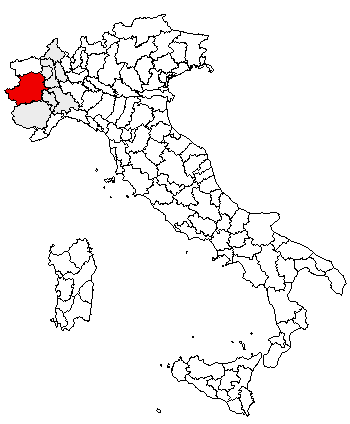
Ubicación de la provincia de Turín.

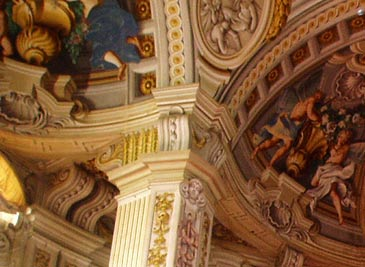
Salón central del pabellón de caza, con pinturas al fresco de Giuseppe y Domenico Valeriani (1732).

Stupinigi, con alrededor de 200 habitantes, es actualmente una frazione del municipio de Nichelino, en la provincia de Turín (Piamonte, al noroeste de Italia). Limita con los municipios de Candiolo y Orbassano en las afueras al suroeste de la ciudad de Turín, alrededor de 10 km del centro de la ciudad. Antes de 1869 formaba parte del municipio de Vinovo.

## Historia y lugares de interés
Stupinigi es conocido por el pabellón de caza del siglo XVIII, una de las históricas Residencias de la casa real de Saboya, por el medieval Castelvecchio di Stupinigi, y por el parque asociado y reserva natural, el Parco Naturale di Stupinigi.
Históricamente, Stupinigi se centra en el Castelvecchio: un castillo medieval que perteneció a los Saboya-Acaya, una rama de la Casa de Saboya quienes hasta 1416 eran Signori de Piamonte -un territorio mucho menor que la actual región de ese nombre- y brevemente príncipes de Acaya. En 1439 el castillo fue adquirido por el marqués Orlando Pallavicino (il Magnifico); en 1563 pasó al Duque de Saboya, Manuel Filiberto, cuando la capital del ducado fue transferido desde Chambéry a Turín. Posteriormente, Manuel Filiberto otorgó Stupinigi a la Orden de los Santos Mauricio y Lázaro.
El Pabellón de caza de Stupinigi, erigido a gran escala, fue diseñado por el arquitecto Felipe Juvara para Víctor Amadeo II, gran maestre de la orden. Las obras comenzaron en 1729 y dos años más tarde estaba preparado para albergar la primera partida de caza. En 1832 la propiedad del palacete pasó a la familia real, en 1919 devino propiedad estatal y en 1925 se devolvió a la orden, que lo conserva hasta hoy en día.
El parte, hoy Parco Naturale di Stupinigi, que cubre una extensión de bosques y tierra agrícola en Stupinigi Candiolo y Orbassano, fue declarada reserva natural en 1991. No ha habido caza aquí desde el siglo XIX, pero proporciona un refugio a plantas raras y vida salvaje.
- Datos: Q1074035
- Multimedia: Stupinigi / Q1074035